# Cristiano de Saxe-Eisenberg
Cristiano de Saxe-Eisenberg (6 de janeiro de 1653 - 28 de abril de 1707) foi o único duque de Saxe-Eisenberg.

## Família
Cristiano era o oitavo filho do duque Ernesto I de Saxe-Gota e da duquesa Isabel Sofia de Saxe-Altemburgo. Entre os seus irmãos estavam o duque Frederico I de Saxe-Gota-Altemburgo, o duque Alberto V de Saxe-Coburgo, o duque Bernardo I de Saxe-Meiningen, o duque Henrique de Saxe-Römhild, o duque Ernesto III de Saxe-Hildburghausen e o duque João Ernesto IV de Saxe-Coburgo-Saalfeld. Os seus avós paternos eram o duque João II de Saxe-Weimar e a princesa Doroteia Maria de Anhalt. Os seus avós maternos eram o duque João Filipe de Saxe-Altemburgo e a duquesa Isabel de Brunswick-Wolfenbüttel.

## Vida
Cristiano viajou muito durante a sua juventude e interessava-se por História e Arte. Após a morte do seu pai em 1675, governou o estado de Saxe-Gota juntamente com os seus irmãos e estabeleceu-se em Eisenberg em 1677, construindo o Castelo de Christiansburg. Após o tratado de divisão do estado que fez com os irmãos em 1680, ficou com Eisenberg e as cidades de Ronneburg, Roda e Camburg. Durante os seus últimos anos de vida começou a interessar-se intensamente por alquimia.
Morreu com dividas consideráveis e, tal como os seus irmãos Alberto V de Saxe-Coburgo e Henrique de Saxe-Römhild, sem descendentes masculinos. As suas terras foram disputadas entre os seus irmãos e descendentes, chegando-se apenas a um acordo em 1735.

## Casamentos e descendência
Cristiano casou-se primeiro no dia 13 de fevereiro de 1677 com a duquesa Cristiana de Saxe-Merseburgo, filha do duque Cristiano I de Saxe-Merseburgo. Juntos tiveram uma filha:
- Cristiana de Saxe-Eisenberg (4 de março de 1679 - 24 de maio de 1722), casada com o duque Filipe Ernesto de Schleswig-Holstein-Sonderburg-Glücksburg; com descendência.

Após a morte de Cristiana, Cristiano voltou a casar-se, desta vez com a condessa Sofia Maria de Hesse-Darmstadt, no dia 9 de fevereiro de 1681 de quem não teve filhos.

## Genealogia
| Cristiano de Saxe-Eisenberg | Pai: Ernesto I de Saxe-Gota          | Avô paterno: João II, Duque de Saxe-Weimar                                | Bisavô paterno: João Guilherme, Duque de Saxe-Weimar          |
| Cristiano de Saxe-Eisenberg | Pai: Ernesto I de Saxe-Gota          | Avô paterno: João II, Duque de Saxe-Weimar                                | Bisavó paterna: Doroteia Susana do Palatinado-Simmern         |
| Cristiano de Saxe-Eisenberg | Pai: Ernesto I de Saxe-Gota          | Avó paterna: Doroteia Maria de Anhalt                                     | Bisavô paterno: Joaquim Ernesto, Príncipe de Anhalt           |
| Cristiano de Saxe-Eisenberg | Pai: Ernesto I de Saxe-Gota          | Avó paterna: Doroteia Maria de Anhalt                                     | Bisavó paterna: Leonor de Württemberg                         |
| Cristiano de Saxe-Eisenberg | Mãe: Isabel Sofia de Saxe-Altemburgo | Avô materno: Isabel de Brunsvique-Volfembutel, Duquesa de Saxe-Altemburgo | Bisavô materno: Henrique Júlio, Duque de Brunsvique-Luneburgo |
| Cristiano de Saxe-Eisenberg | Mãe: Isabel Sofia de Saxe-Altemburgo | Avô materno: Isabel de Brunsvique-Volfembutel, Duquesa de Saxe-Altemburgo | Bisavó materna: Isabel da Dinamarca                           |
| Cristiano de Saxe-Eisenberg | Mãe: Isabel Sofia de Saxe-Altemburgo | Avó materna: João Filipe, Duque de Saxe-Altemburgo                        | Bisavô materno: Frederico Guilherme I, Duque de Saxe-Weimar   |
| Cristiano de Saxe-Eisenberg | Mãe: Isabel Sofia de Saxe-Altemburgo | Avó materna: João Filipe, Duque de Saxe-Altemburgo                        | Bisavó materna: Ana Maria do Palatinado-Neuburgo              |